# Gilles Panizzi
Gilles Panizzi (nacido el 19 de septiembre de 1965 en Roquebrune-Cap-Martin, Francia, Francia) es un piloto de rally francés actualmente retirado, que ha competido en el Campeonato Mundial de Rally. Durante su carrera profesional tuvo como copiloto a su hermano Hervé Panizzi.

## Trayectoria
Luego de conquistar el título francés de rally en 1996 y 1997 con un Peugeot 306 Kit Car oficial, Panizzi se sumó en 1999 al proyecto de esa marca de competir en el Campeonato Mundial de Rally. Fue particularmente exitoso en las tres fechas sobre asfalto (el Rally de San Remo, el Rally de Córcega y el Rally Catalunya-Costa Daurada), con siete triunfos y cuatro segundos lugares. En cambio, en sus cinco años como piloto de Peugeot en el Mundial de Rally, Panizzi solamente logró puntuar en tres carreras sobre otras superficies: el Rally Safari de 2002, el Rally Acrópolis de 2003 y el Rally de Turquía de 2003, por lo cual su mejor resultado global fue sexto en 2002.
En 2004 y 2005 corrió para el equipo oficial de Mitsubishi, con un tercer lugar en el Rally de Monte Carlo como mejor resultado. Tras un pasaje infructuoso por el equipo mundialista de Škoda, Panizzi volvió a Peugeot en 2006 para desarrollar el Peugeot 207 del Desafío Intercontinental de Rally.

## Resultados

### Victorias WRC
| # | Año  | Rally                                          | Copiloto      | Coche           |
| - | ---- | ---------------------------------------------- | ------------- | --------------- |
| 1 | 2000 | 44ème V-Rally Tour de Corse - Rallye de France | Hervé Panizzi | Peugeot 206 WRC |
| 2 | 2000 | 42.º Rallye Sanremo - Rallye d'Italia          | Hervé Panizzi | Peugeot 206 WRC |
| 3 | 2001 | 43.er Rallye Sanremo - Rallye d'Italia         | Hervé Panizzi | Peugeot 206 WRC |
| 4 | 2002 | 46ème Rallye de France - Tour de Corse         | Hervé Panizzi | Peugeot 206 WRC |
| 5 | 2002 | 38.º Rallye de España Cataluña-Costa Brava     | Hervé Panizzi | Peugeot 206 WRC |
| 6 | 2002 | 44.º Rallye Sanremo - Rallye d'Italia          | Hervé Panizzi | Peugeot 206 WRC |
| 7 | 2003 | 39.º Rallye de España Cataluña-Costa Brava     | Hervé Panizzi | Peugeot 206 WRC |